# Mîhailivka (Liubașivka), Bârzula
Mîhailivka (în ucraineană Михайлівка) este un sat în comuna Liubașivka din raionul Bârzula, regiunea Odesa, Ucraina.

## Demografie
Componența lingvistică a localității Mîhailivka
     Ucraineană (94,87%)
     Română (2,56%)
     Rusă (1,83%)
Conform recensământului din 2001, majoritatea populației localității Mîhailivka era vorbitoare de ucraineană (94,87%), existând în minoritate și vorbitori de română (2,56%) și rusă (1,83%).